# Turmhügel Trauschendorf
Der Turmhügel Trauschendorf ist eine abgegangene mittelalterliche Turmhügelburg (Motte) am Südrand von Trauschendorf, einem heutigen Ortsteil von Weiden in der Oberpfalz in Bayern.

## Beschreibung
Die Burgstelle liegt im oberen Tal des Trauschenbaches, der sich südlich des Ortes gabelt und Trauschendorf im Osten und im Westen umzieht. An einem Südhang des westlichen Bacharmes lag die Burg etwa 40 Höhenmeter über dem Talboden. In den Jahren 1966/67 wurde der Turmhügel im Zuge der Flurbereinigung völlig verebnet.
Heute ist die Stelle als Bodendenkmal D-3-6339-0004 „Verebneter mittelalterlicher Turmhügel“ vom Bayerischen Landesamt für Denkmalpflege erfasst.